# Eurocopa Femenina de Fútbol Sala de 2019
La Eurocopa Femenina de Fútbol Sala de 2019 fue la primera edición de este torneo de selecciones nacionales absolutas femenina pertenecientes a la Unión de Asociaciones Europeas de Fútbol. La fase final se llevó a cabo entre 14 de febrero y 17 de febrero de 2019 en el Pabellón Multiusos de Gondomar, Portugal. 

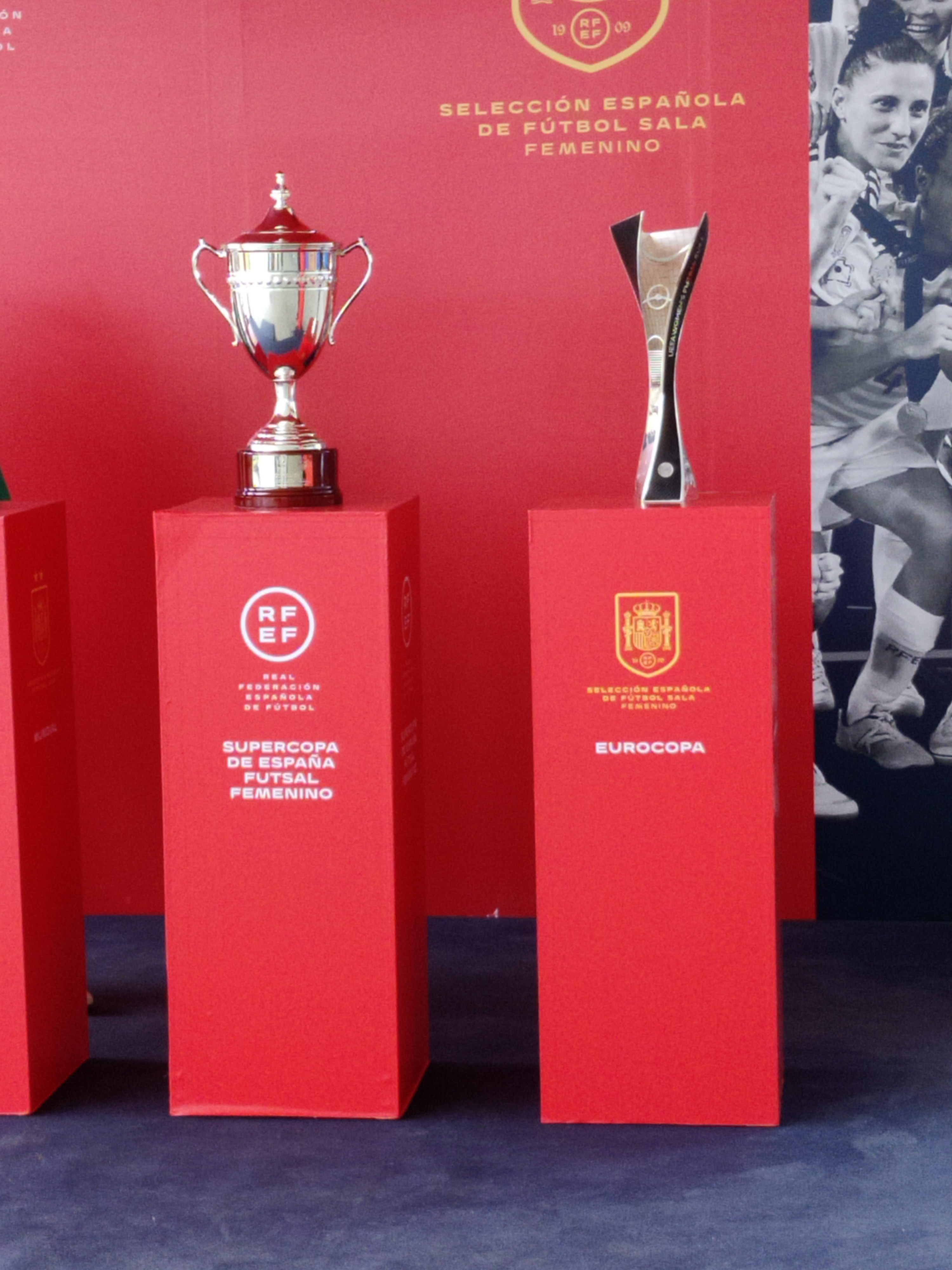
Trofeo de la Eurocopa

España fue la campeona del torneo al imponerse a la anfitriona Portugal por 4-0 en la final, siendo así la primera campeona de este torneo.

## Países participantes
| - Armenia - Bélgica - Bielorrusia - Croacia - Eslovaquia - Eslovenia | - España - Finlandia - Países Bajos - Hungría - Irlanda del Norte - Italia | - Kazajistán - Lituania - Moldavia - Polonia - Portugal - República Checa | - Rumania - Rusia - Serbia - Suecia - Ucrania |

### Rondas
1. Una ronda preliminar con dos grupos de tres selecciones cada uno y otro grupo de cuatro selecciones, que disputaran los mini-torneos en una sede entre el 21 de agosto y el 26 de agosto de 2018. Las ganadoras de los tres grupos pasaran a la ronda principal.
2. Una ronda principal donde las tres ganadoras de la ronda preliminar se uniránn a las 13 selecciones clasificadas con un mayor ranking en cuatro grupos de cuatro que jugarán mini-torneos en diferentes sedes entre el 11 y el 16 de septiembre de 2018. Las cuatro primeras de cada grupo pasarán a la fase final del torneo.
3. Una fase de final donde las cuatro selecciones clasificadas para jugar en un mini-torneo de semifinal y final.

### Sorteo
El sorteo de las dos primeras rondas se celebró el 5 de julio de 2018 en Nyon, Suiza.

## Ronda Preliminar

### Grupo A
| Equipo            | Pts | PJ | PG | PE | PP | GF | GC | Dif |
| ----------------- | --- | -- | -- | -- | -- | -- | -- | --- |
| Suecia            | 9   | 3  | 3  | 0  | 0  | 21 | 10 | +11 |
| Países Bajos      | 4   | 3  | 1  | 1  | 1  | 11 | 10 | +1  |
| Bélgica           | 4   | 3  | 1  | 1  | 1  | 10 | 14 | -4  |
| Irlanda del Norte | 0   | 3  | 0  | 0  | 3  | 8  | 16 | -8  |

| 21 de agosto de 2018 | Países Bajos                                                         | 4:5 (2:1) | Suecia                                                                                    | Newry Leisure Centre, Newry, Irlanda del Norte |                            |
|                      | - P. De Vos 14'29' - J. Oliveira 20'21' - R. Huizinga 37'13', 38'04' | Reporte   | - 8'35', 36'40' N. Vaseghpanah - 22'26' D. Chamoun - 26'42' N. Jansson - 28'03' L. Kogsta | Árbitro(s): Adrian Tschopp                     | Árbitro(s): Adrian Tschopp |

| 21 de agosto de 2018 | Irlanda del Norte                                         | 3:4 (2:3) | Bélgica                                                                             | Newry Leisure Centre, Newry, Irlanda del Norte |                            |
|                      | - H. Mearns 13'16' - B. McKay 16'08' - A. Dempster 32'58' | Reporte   | - 4'01' T. Van Roie - 14'16' I. Courtois - 17'56' C. Verdonck - 30'09' M. A. Toloba | Árbitro(s): Patrik Porkert                     | Árbitro(s): Patrik Porkert |

| 22 de agosto de 2018 | Bélgica                                            | 3:3 (0:1) | Países Bajos                                     | Newry Leisure Centre, Newry, Irlanda del Norte |                         |
|                      | - T. Van Roie 23'20', 38'11' - M. A. Toloba 37'04' | Reporte   | - 8'49', 35'23' J. Schepers - 26'05' J. Oliveira | Árbitro(s): Daniel Deca                        | Árbitro(s): Daniel Deca |

| 22 de agosto de 2018 | Irlanda del Norte                                            | 3:8 (1:4) | Suecia | Newry Leisure Centre, Newry, Irlanda del Norte |                                 |
|                      | - M. Weatherall 6'14' - A. Harkness 31'32' - B. McKay 40'17' | Reporte   | - 5'42', 14'42' N. Vaseghpanah - 11'54', 19'45' D. Chamoun - 22'03', 23'12' S. Varli - 29'20', 35'56' I. Aguilar | Árbitro(s): Arttu Kyynaeraeinen                | Árbitro(s): Arttu Kyynaeraeinen |

| 24 de agosto de 2018 | Suecia | 8:3 (2:3) | Bélgica                                                   | Newry Leisure Centre, Newry, Irlanda del Norte |                         |
|                      | - S. Varli 14'46', 20'42', 32'14' - N. Vaseghpanah 19'35' (pen.), 22'22' - I. Aguilar 28'48' - D. Chamoun 35'38' - O. Hjelm 38'38' | Reporte   | - 2'20', 18'57' (pen.) M. Toloba - 19'15' S. Bourtembourg | Árbitro(s): Daniel Deca                        | Árbitro(s): Daniel Deca |

| 24 de agosto de 2018 | Países Bajos                                                   | 4:2 (2:1) | Irlanda del Norte                            | Newry Leisure Centre, Newry, Irlanda del Norte |                            |
|                      | - J. Prijs 0'11' - M. Van Ee 6'51', 29'13' - A. Brueren 34'03' | Reporte   | - 10'07' N. Caldwell - 36'50' L. McFrederick | Árbitro(s): Adrian Tschopp                     | Árbitro(s): Adrian Tschopp |

### Grupo B
| Equipo     | Pts | PJ | PG | PE | PP | GF | GC | Dif |
| ---------- | --- | -- | -- | -- | -- | -- | -- | --- |
| Finlandia  | 6   | 2  | 2  | 0  | 0  | 13 | 2  | +11 |
| Eslovaquia | 1   | 2  | 0  | 1  | 1  | 3  | 4  | -1  |
| Lituania   | 1   | 2  | 0  | 1  | 1  | 1  | 11 | -10 |

| 22 de agosto de 2018 | Lituania | 0:10 (0:5) | Finlandia | Prienai Arena, Prienai, Lituania |                             |
|                      |          | Reporte    | - 2'29' N. Hannula - 4'37, 40'31' D. Tjeder - 8'04' S. Sutinen - 8'51', 23'09' T. Pöyry - 20'53' T. Juntikka - 23'35' J. Häkli - 28'14', 39'30' E. Jokisalo | Árbitro(s): Veljko Bošković      | Árbitro(s): Veljko Bošković |

| 23 de agosto de 2018 | Finlandia                                                    | 3:2 (2:1) | Eslovaquia                   | Prienai Arena, Prienai, Lituania |                         |
|                      | - N. Hannula 4'30' - E. Jokisalo 11'08' - T. Juntikka 25'11' | Reporte   | - 0'40', 31'12' L. Wienerová | Árbitro(s): Ugur Cakmak          | Árbitro(s): Ugur Cakmak |

| 24 de agosto de 2018 | Eslovaquia                  | 1:1 (0:0) | Lituania             | Prienai Arena, Prienai, Lituania |                               |
|                      | - Z. Baniková 39'05' (pen.) | Reporte   | - 38'23' P. Potapova | Árbitro(s): Yevhen Hordiienko    | Árbitro(s): Yevhen Hordiienko |

### Grupo C
| Equipo      | Pts | PJ | PG | PE | PP | GF | GC | Dif |
| ----------- | --- | -- | -- | -- | -- | -- | -- | --- |
| Bielorrusia | 4   | 2  | 1  | 1  | 0  | 8  | 5  | +3  |
| Armenia     | 3   | 2  | 1  | 0  | 1  | 3  | 5  | -2  |
| Moldavia    | 1   | 2  | 0  | 1  | 1  | 3  | 4  | -1  |

| 21 de agosto de 2018 | Moldavia | 0:1 (0:1) | Armenia                | FMF Arena, Ciorescu, Moldavia |                              |
|                      |          | Reporte   | - 4'55' Ani Karapetyan | Árbitro(s): Yusif Nurullayev  | Árbitro(s): Yusif Nurullayev |

| 22 de agosto de 2018 | Armenia                                               | 2:5 (1:3) | Bielorrusia                                                                  | FMF Arena, Ciorescu, Moldavia |                              |
|                      | - L. Hovhanisyan 9'45' - A. Khachatryan 27'01' (pen.) | Reporte   | - 13'50' E. Lutskevich - 16'15', 17'27', 32'52' A. Linnik - 38'45' A. Popova | Árbitro(s): Kreshnik Hakrama  | Árbitro(s): Kreshnik Hakrama |

| 23 de agosto de 2018 | Bielorrusia                                             | 3:3 (0:0) | Moldavia                                        | FMF Arena, Ciorescu, Moldavia |                             |
|                      | - M. Buyko 31'20' - A. Linnik 34'27' - A. Popova 36'41' | Reporte   | - 24'08', 24'56' D. Ciobanu - 40'34' L. Caraman | Árbitro(s): Jacob Pawlowski   | Árbitro(s): Jacob Pawlowski |

## Ronda Principal

### Grupo A
| Equipo  | Pts | PJ | PG | PE | PP | GF | GC | Dif |
| ------- | --- | -- | -- | -- | -- | -- | -- | --- |
| España  | 9   | 3  | 3  | 0  | 0  | 26 | 1  | +25 |
| Italia  | 6   | 3  | 2  | 0  | 1  | 14 | 9  | +5  |
| Polonia | 3   | 3  | 1  | 0  | 2  | 5  | 16 | -11 |
| Rumania | 0   | 3  | 0  | 0  | 3  | 5  | 24 | -19 |

| 12 de septiembre de 2018 | Italia | 6:1 (3:1) | Polonia                      | Pabellón Europa, Leganés, España                |                                                 |
|                          | - Roberta Giuliano 0'46' - Federica Belli 11'03' - Bruna Borges Da Silva 14'54', 25'54' - Aida Xhiaxho 21'04' - Ersilia D'Incecco 39'49' | Reporte   | - 6'18' Katarzyna Włodarczyk | Árbitro(s): Petar Radojcic - Marjan Mladenovski | Árbitro(s): Petar Radojcic - Marjan Mladenovski |

| 12 de septiembre de 2018 | España | 12:1 (7:0) | Rumania             | Pabellón Europa, Leganés, España                 |                                                  |
|                          | - Ampi 0'18', 6'55', 21'07', 29'33' - Anita Luján 5'16' - Mayte Mateo 9'28' - Vane Sotelo 11'09', 16'44', 24'43', 31'31', 36'26' - Consuelo Campoy 14'26' | Reporte    | - 25'09' Roxana Ion | Árbitro(s): Irina Velikanova - Aleš Mocnik Peric | Árbitro(s): Irina Velikanova - Aleš Mocnik Peric |

| 13 de septiembre de 2018 | Rumania                                      | 2:8 (0:4) | Italia | Pabellón Europa, Leganés, España                  |                                                   |
|                          | - Elena Raduc 29'12' - Kinga Barabași 32'51' | Reporte   | - 0'15' Bruna Borges Da Silva - 5'23' Federica Belli - 11'40' Sofia Luciani - 12'59' Ersilia D'Incecco - 20'36' Nicoletta Mansueto - 27'19', 37'10' Roberta Giuliano - 28'21' Arianna Pomposelli | Árbitro(s): Marjan Mladenovski - Irina Velikanova | Árbitro(s): Marjan Mladenovski - Irina Velikanova |

| 13 de septiembre de 2018 | España | 8:0 (2:0) | Polonia | Pabellón Europa, Leganés, España               |                                                |
|                          | - Ame Romero 7'27' - Vane Sotelo 8'13', 22'48' - Anita Luján 21'18' - Mayte Mateo 26'25' - Isa García 28'25', 34'56' - Irene Samper 29'13' | Reporte   |         | Árbitro(s): Aleš Mocnik Peric - Petar Radojcic | Árbitro(s): Aleš Mocnik Peric - Petar Radojcic |

| 15 de septiembre de 2018 | Polonia                                                                                 | 4:2 (4:2) | Rumania                        | Pabellón Europa, Leganés, España                  |                                                   |
|                          | - Katarzyna Włodarczyk 8'51' - Sandra Lichtenstein 14'48', 19'58' - Alicja Zając 15'34' | Reporte   | - 11'49', 18'23' Kinga Barabaș | Árbitro(s): Irina Velikanova - Marjan Mladenovski | Árbitro(s): Irina Velikanova - Marjan Mladenovski |

| 15 de septiembre de 2018 | Italia | 0:6 (0:3) | España | Pabellón Europa, Leganés, España               |                                                |
|                          |        | Reporte   | - 5'07' Berta Velasco - 17'59' Mayte Mateo - 18'37' Vane Sotelo - 20'34' Peque - 29'19' Ame Romero - 30'29' Ampi | Árbitro(s): Petar Radojcic - Aleš Mocnik Peric | Árbitro(s): Petar Radojcic - Aleš Mocnik Peric |

### Grupo B
| Equipo    | Pts | PJ | PG | PE | PP | GF | GC | Dif |
| --------- | --- | -- | -- | -- | -- | -- | -- | --- |
| Rusia     | 7   | 3  | 2  | 1  | 0  | 16 | 2  | +14 |
| Croacia   | 6   | 3  | 2  | 0  | 1  | 9  | 13 | -4  |
| Suecia    | 4   | 3  | 1  | 1  | 1  | 9  | 6  | +3  |
| Eslovenia | 0   | 3  | 0  | 0  | 3  | 3  | 16 | -13 |

| 12 de septiembre de 2018 | Rusia                                            | 2:2 (0:1) | Suecia                           | Mladost, Karlovac, Croacia             |                                        |
|                          | - Marina Fedorova 30'35' - Olesya Vorobey 31'43' | Reporte   | - 7'55', 35'56' Daniella Chamoun | Árbitro(s): Ingus Puriņš - Mario Bohun | Árbitro(s): Ingus Puriņš - Mario Bohun |

| 12 de septiembre de 2018 | Croacia                                                                                           | 6:2 (2:0) | Eslovenia                                   | Mladost, Karlovac, Croacia                       |                                                  |
|                          | - Tomislava Matijevic 5'21', 19'21', 31'10', 38'39' - Sandra Brkan 24'01' - Mihaela Horvat 26'58' | Reporte   | - 25'02' Mateja Vojsk - 33'51' Tanja Vrabel | Árbitro(s): Chiara Perona - Vlad Nicolae Ciobanu | Árbitro(s): Chiara Perona - Vlad Nicolae Ciobanu |

| 13 de septiembre de 2018 | Eslovenia | 0:5 (0:2) | Rusia | Mladost, Karlovac, Croacia               |                                          |
|                          |           | Reporte   | - 9'26' Marina Fedorova - 17'47' Ksenia Olkova - 24'35' Tatiana Korzhova - 28'02' Aleksandra Samorodova - 34'54' Dina Danilova | Árbitro(s): Chiara Perona - Ingus Puriņš | Árbitro(s): Chiara Perona - Ingus Puriņš |

| 13 de septiembre de 2018 | Croacia                                                     | 3:2 (0:1) | Suecia                                          | Mladost, Karlovac, Croacia                      |                                                 |
|                          | - Tomislava Matijevic 22'35', 36'38' - Tihana Nemčić 26'54' | Reporte   | - 19'53' My Olofsson Hjelm - 20'48' Susan Varli | Árbitro(s): Vlad Nicolae Ciobanu - Ingus Puriņš | Árbitro(s): Vlad Nicolae Ciobanu - Ingus Puriņš |

| 15 de septiembre de 2018 | Suecia                                                                                             | 5:1 (0:1) | Eslovenia             | Mladost, Karlovac, Croacia                       |                                                  |
|                          | - Linnéa Kogsta 20'32', 29'48' - Susan Varli 25'06' - Maria Poli 34'46' - My Olofsson Hjelm 37'29' | Reporte   | - 17'39' Tanja Vrabel | Árbitro(s): Vlad Nicolae Ciobanu - Balázs Farkas | Árbitro(s): Vlad Nicolae Ciobanu - Balázs Farkas |

| 15 de septiembre de 2018 | Rusia | 9:0 (3:0) | Croacia | Mladost, Karlovac, Croacia               |                                          |
|                          | - Ksenia Olkova 12'01', 12'34' - Sandra Brkan 19'45' - Anastasiia Durandina 22'46' - Olesya Vorobey 24'54' - Mariia Krupina 26'32', 34'40' - Mateja Tomic 29'28' - Dina Danilova 29'41' | Reporte   |         | Árbitro(s): Chiara Perona - Ingus Puriņš | Árbitro(s): Chiara Perona - Ingus Puriņš |

### Grupo C
| Equipo      | Pts | PJ | PG | PE | PP | GF | GC | Dif |
| ----------- | --- | -- | -- | -- | -- | -- | -- | --- |
| Ucrania     | 7   | 3  | 2  | 1  | 0  | 15 | 6  | +9  |
| Hungría     | 7   | 3  | 2  | 1  | 0  | 16 | 11 | +5  |
| Bielorrusia | 3   | 3  | 1  | 0  | 2  | 13 | 8  | +5  |
| Kazajistán  | 0   | 3  | 0  | 0  | 3  | 4  | 23 | -19 |

| 12 de septiembre de 2018 | Kazajistán | 0:8 (0:5) | Bielorrusia | Palace of Sport Budivelnyk, Cherkasy, Ucrania |                                               |
|                          |            | Reporte   | - 0'44', 15'30', 26'21' Anastasia Popova - 4'42', 6'17', 26'39' Anastasia Linnik - 7'05', 29'57' Tatyana Pelyovina | Árbitro(s): Stefan Vrijens - Valentin Ciuplea | Árbitro(s): Stefan Vrijens - Valentin Ciuplea |

| 12 de septiembre de 2018 | Ucrania                                                                                           | 4:4 (1:2) | Hungría                                                                            | Palace of Sport Budivelnyk, Cherkasy, Ucrania |                                               |
|                          | - Yuliia Dudarchuk 12'31' - Julia Forsiuk 20'29' - Anna Sydorenko 22'07' - Taisiia Babenko 22'27' | Reporte   | - 6'47', 29'01' Gabriella Kota - 10'11' Lilla Sipos - 31'47' Viktoriia Sagaidachna | Árbitro(s): Nicola Manzione - Yiangos Yiangou | Árbitro(s): Nicola Manzione - Yiangos Yiangou |

| 13 de septiembre de 2018 | Hungría | 8:4 (3:2) | Kazajistán                                                                                                | Palace of Sport Budivelnyk, Cherkasy, Ucrania  |                                                |
|                          | - Csilla Krascsenics 10'59', 23'48' - Gabriella Kota 12'26', 35'26', 39'55' - Gabriella Csepreg 19'29' - Boglárka Szabó 27'50' - Tímea Gál 28'01' | Reporte   | - 0'45' Boglárka Szabó - 13'39' Assem Karazhanova - 30'26' Begaim Kirgizbaeva - 32'07' Aliya Sadvakassova | Árbitro(s): Valentin Ciuplea - Nicola Manzione | Árbitro(s): Valentin Ciuplea - Nicola Manzione |

| 13 de septiembre de 2018 | Ucrania                                                                                          | 4:2 (0:2) | Bielorrusia                      | Palace of Sport Budivelnyk, Cherkasy, Ucrania |                                              |
|                          | - Julia Forsiuk 21'25' - Iryna Dubytska 25'59' - Yuliia Dudarchuk 29'56' - Anna Sydorenko 38'34' | Reporte   | - 1'50', 14'09' Anastasia Popova | Árbitro(s): Yiangos Yiangou - Stefan Vrijens  | Árbitro(s): Yiangos Yiangou - Stefan Vrijens |

| 15 de septiembre de 2018 | Bielorrusia                                                                         | 3:4 (2:3) | Hungría                                                                        | Palace of Sport Budivelnyk, Cherkasy, Ucrania |                                              |
|                          | - Polina Shatsilenia 11'16' - Anastasia Kharlanova 14'11' - Yulia Slesarchik 25'48' | Reporte   | - 3'01' Csilla Krascsenics - 5'34' Mónika Gelb - 11'47', 36'41' Boglárka Szabó | Árbitro(s): Nicola Manzione - Stefan Vrijens  | Árbitro(s): Nicola Manzione - Stefan Vrijens |

| 15 de septiembre de 2018 | Kazajistán | 0:7 (0:3) | Ucrania | Palace of Sport Budivelnyk, Cherkasy, Ucrania  |                                                |
|                          |            | Reporte   | - 0'56' Anastassiya Vlassova - 4'43' Iryna Dubytska - 16'36' Yuliia Dudarchuk - 21'53' Assem Karazhanova - 24'23' Anna Sydorenko - 25'31' Snezhana Volovenko - 25'54' Julia Forsiuk | Árbitro(s): Valentin Ciuplea - Yiangos Yiangou | Árbitro(s): Valentin Ciuplea - Yiangos Yiangou |

### Grupo D
| Equipo          | Pts | PJ | PG | PE | PP | GF | GC | Dif |
| --------------- | --- | -- | -- | -- | -- | -- | -- | --- |
| Portugal        | 9   | 3  | 3  | 0  | 0  | 26 | 1  | +25 |
| Finlandia       | 6   | 3  | 2  | 0  | 1  | 15 | 7  | +8  |
| República Checa | 3   | 3  | 1  | 0  | 2  | 9  | 18 | -9  |
| Serbia          | 0   | 3  | 0  | 0  | 3  | 2  | 26 | -24 |

| 12 de septiembre de 2018 | Serbia                                             | 2:8 (1:3) | Finlandia | Pavihão Dr. Salvador Machado, Oliveira de Azeméis, Portugal |                                               |
|                          | - Barbara Izgarević 19'06' - Milena Čanović 30'11' | Reporte   | - 1'31', 20'44' Jonna Kykkänen - 6'59', 26'50', 38'18' Tiia Juntikka - 18'43' Sini Sutinen - 28'18' Emilia Jokisalo - 32'07' Anna Keränen | Árbitro(s): Simon Todorovič - Maksim Dzeikala               | Árbitro(s): Simon Todorovič - Maksim Dzeikala |

| 12 de septiembre de 2018 | Portugal | 12:0 (4:0) | República Checa | Pavihão Dr. Salvador Machado, Oliveira de Azeméis, Portugal |                                                    |
|                          | - Janice Silva 1'42', 24'38' - Lídia Moreira 7'05', 27'14', 29'25' - Carla Vanessa 8'45', 38'38' - Jenny Santos 10'37' - Ana Azevedo 26'30' - Sara Ferreira 38'10', 39'50' - Pisko 39'02' | Reporte    |                 | Árbitro(s): Yaroslav Vovchok - Damian Jaruchiewicz          | Árbitro(s): Yaroslav Vovchok - Damian Jaruchiewicz |

| 13 de septiembre de 2018 | República Checa | 7:0 (3:0) | Serbia | Pavihão Dr. Salvador Machado, Oliveira de Azeméis, Portugal |                                                |
|                          | - Barbora Hýlová 3'28', 33'02' - Markéta Koplíková 6'31' - Iva Odehnalová 7'45', 24'21', 29'50' - Sara Plzakova 36'43' | Reporte   |        | Árbitro(s): Maksim Dzeikala - Yaroslav Vovchok              | Árbitro(s): Maksim Dzeikala - Yaroslav Vovchok |

| 13 de septiembre de 2018 | Portugal                                                          | 3:1 (2:1) | Finlandia      | Pavihão Dr. Salvador Machado, Oliveira de Azeméis, Portugal |                                                   |
|                          | - Jenny Santos 5'50' - Catia Morgado 18'27' - Ana Catarina 39'59' | Reporte   | - 12'45' Pöyry | Árbitro(s): Damian Jaruchiewicz - Simon Todorovič           | Árbitro(s): Damian Jaruchiewicz - Simon Todorovič |

| 15 de septiembre de 2018 | Finlandia | 6:2 (2:0) | República Checa         | Pavihão Dr. Salvador Machado, Oliveira de Azeméis, Portugal |                                                    |
|                          | - Elina Setälä 4'16', 8'25' - Netta Hannula 29'09' - Tiia Juntikk 29'29' - Iva Odehnalová 33'29' - Daniela Tjeder 35'10' | Reporte   | - 24'30', 36'32' Hýlová | Árbitro(s): Yaroslav Vovchok - Damian Jaruchiewicz          | Árbitro(s): Yaroslav Vovchok - Damian Jaruchiewicz |

| 15 de septiembre de 2018 | Serbia | 0:11 (0:6) | Portugal | Pavihão Dr. Salvador Machado, Oliveira de Azeméis, Portugal |                                               |
|                          |        | Reporte    | - 1'01', 9'35' Sara Ferreira - 3'26', 22'12', 34'53' Catia Morgado - 7'10', 26'17' Carla Vanessa - 16'18' Tania Sousa - 17'21', 39'54' Jenny Santos - 36'16' Janice Silva | Árbitro(s): Simon Todorovič - Maksim Dzeikala               | Árbitro(s): Simon Todorovič - Maksim Dzeikala |

## Ronda Final
La fase final se celebró entre el 15 y el 17 de febrero de 2019 en el Pavilhão Multiusos de Gondomar y en ella participaron el campeón de cada uno de los grupo, se dividieron en dos partidos de semifinales para decidir qué selecciones disputarían la final, donde el ganador de la primera semifinal, se enfrentó al ganador de la segunda semifinal en el partido por el título, que se disputó el 17 de febrero.
|  | Semifinales | Semifinales |   |       | Final        | Final |  |
|  |             |             |   |       |              |       |  |
|  |             |             |   |       |              |       |  |
|  | Rusia       | 0           |   |       |              |       |  |
|  | España      | 5           |   |       |              |       |  |
|  |             |             |   |       |              |       |  |
|  |             |             |   |       |              |       |  |
|  |             |             |   |       | España       | 4     |  |
|  |             | Portugal    | 0 |       |              |       |  |
|  |             |             |   |       |              |       |  |
|  |             |             |   |       |              |       |  |
|  |             |             |   |       | Tercer lugar |       |  |
|  |             |             |   |       |              |       |  |
|  | Ucrania     | 1           |   | Rusia | 2            |       |  |
|  | Portugal    | 5           |   |       | Ucrania      | 2     |  |

### Semifinales
| 15 de febrero de 2019 | Rusia | 0:5 (0:2) | España                                                                                        | Pabellón Multiusos de Gondomar, Gondomar       |                                                |
|                       |       | Reporte   | - 17'33' Vane Sotelo - 19'35' Kuprina - 22'10' Luci - 25'56' Ame Romero - 37'39' Irene Samper | Árbitro(s): Gelareh Nazemideylami - Zari Fathi | Árbitro(s): Gelareh Nazemideylami - Zari Fathi |

| 15 de febrero de 2019 | Ucrania            | 1:5 (0:1) | Portugal                                                                   | Pabellón Multiusos de Gondomar, Gondomar             |                                                      |
|                       | - Sydorenko 21'51' | Reporte   | - 13'16', 38'18' Janice Silva - 27'32', 39'06' Fifó - 32'39' Carla Vanessa | Árbitro(s): Irina Velikanova - Raquel Gonzalez Ruano | Árbitro(s): Irina Velikanova - Raquel Gonzalez Ruano |

### Tercer Puesto
| 17 de febrero de 2019 | Rusia                              | 2:2 (2:1) (3:2 p.)         | Ucrania                              | Pabellón Multiusos de Gondomar, Gondomar       |                                                |
|                       | - Danilova 8'22' - Lebedeva 14'46' | Reporte                    | - 17'56' Volovenko - 28'23' Tytova   | Árbitro(s): Raquel Gonzalez Ruano - Zari Fathi | Árbitro(s): Raquel Gonzalez Ruano - Zari Fathi |
|                       |                                    | Tiros desde el punto penal |                                      |                                                |                                                |
|                       | Filisova · Chernova · Olkova       |                            | Dubytska · Volovenko · Julia Forsuik |                                                |                                                |